# John Blackley
John Henderson Blackley, né le 12 mai 1948 à Westquarter en Écosse, est un footballeur international écossais qui évoluait au poste de défenseur, avant de devenir ensuite entraîneur.

## Biographie

### Carrière de joueur

#### Carrière en club
John Blackley dispute un total de 417 matchs au sein des championnats britanniques, inscrivant 6 buts.
Il joue notamment 280 matchs en première division écossaise avec le club d'Hibernian et 18 matchs en première division anglaise avec l'équipe de Newcastle.
Il se classe deuxième du championnat d'Écosse en 1974 et 1975 avec Hibernian.
Participant régulièrement aux compétitions européennes, il dispute 21 matchs en Coupe de l'UEFA (1 but) et 6 matchs en Coupe des coupes.

#### Carrière en équipe nationale
Il joue sept matchs en équipe d'Écosse, sans inscrire de but, entre 1973 et 1977.
Il joue son premier match en équipe nationale le 17 octobre 1973 contre la Tchécoslovaquie, dans le cadre des éliminatoires du mondial 1974 (défaite 1-0 à Bratislava). Il reçoit sa dernière sélection le 27 avril 1977, en amical contre la Suède (victoire 3-1 à Glasgow).
Il figure dans le groupe des sélectionnés lors de la Coupe du monde de 1974. Lors du mondial organisé en Allemagne, il joue un match contre le Zaïre.

## Palmarès
| Hibernian - Championnat d'Écosse : - Vice-champion : 1973-74 et 1974-75. - Coupe d'Écosse : - Finaliste : 1971-72. - Coupe de la Ligue d'Écosse (1) : - Vainqueur : 1972-73. - Finaliste : 1968-69 et 1974-75. |  | Hibernian - Coupe de la Ligue d'Écosse : - Finaliste : 1985-86. |